# Franz Neuländtner
Franz Neuländtner (* 29. Jänner 1966 in Höhnhart) ist ein ehemaliger österreichischer Skispringer.

## Werdegang
Seine erste Teilnahme im Skisprung-Weltcup verbuchte Franz Neuländtner im Jahre 1983, als er im Rahmen der Vierschanzentournee bei den Wettbewerben in Innsbruck und Bischofshofen als Starter der nationalen Gruppe zum Einsatz kam. Der Durchbruch in den A-Kader der österreichischen Nationalmannschaft gelang Neuländtner jedoch erst im Dezember 1984 beim Wettbewerb in Lake Placid, wo er auf der Großschanze 13. wurde und somit seine ersten Weltcupzähler einfahren konnte.
Ebenfalls in Lake Placid, jedoch auf der benachbarten Normalschanze feierte Neuländtner am 15. Dezember 1985 seinen ersten Weltcupsieg, war nun endgültig in der Weltspitze angekommen und konnte bei der darauffolgenden Vierschanzentournee den zweiten Platz in der Gesamtwertung erzielen.
Bei der Skiflug-Weltmeisterschaft 1986 am Kulm in Tauplitz/Bad Mitterndorf wurde Neuländtner Vizeweltmeister und musste sich nur seinem Landsmann Andreas Felder geschlagen geben. Außerdem erreichte er dort seine persönliche Bestweite mit 180 m. Ein Jahr später gewann er bei den Nordischen Skiweltmeisterschaften in Oberstdorf im Mannschaftswettbewerb die Bronzemedaille.
Überraschend gelang Franz Neuländtner nach bis dahin zähem Saisonverlauf am 3. März 1990 im finnischen Lahti beim Wettbewerb auf der Großschanze sein zweiter Weltcupsieg.
Seinen letzten Weltklassewettbewerb bestritt Neuländtner im Januar 1993 beim Skifliegen am Kulm. Nachdem Franz Neuländtner während seiner aktiven Laufbahn von schwereren Verletzungen verschont geblieben war, bedeutete schließlich ein Schlüsselbeinbruch sein Karriereende. Seinen letzten Wettkampf bestritt der Österreicher am 9. März 1994 beim Continental-Cup in Zakopane.
Einschließlich seiner zwei Siege erreichte Neuländtner in seiner aktiven Laufbahn 22 Top-Ten-Platzierungen im Weltcup. Außerdem war er Gesamtsieger im Europacup 1990/91 und 1992/93.
Nach dem Ende seiner aktiven Laufbahn erlernte Franz Neuländtner den Beruf des Skierzeugers bei der Fischer Sports GmbH, war fortan als Servicemann tätig und betreute in dieser Funktion unter anderem Andreas Goldberger und Sven Hannawald. In der Rolle des Sprunglauf-Verantwortlichen bei Fischer ist Neuländtner auch gegenwärtig tätig.

## Erfolge

### Weltcupsiege im Einzel
| Nr. | Datum             | Ort         | Typ         |
| --- | ----------------- | ----------- | ----------- |
| 1.  | 15. Dezember 1985 | Lake Placid | Großschanze |
| 2.  | 3. März 1990      | Lahti       | Großschanze |